# مقاطعة عين العتروس
عيون العتروس إحدى مقاطعات ولاية الحوض الغربي في موريتانيا وفيها عاصمة الولاية.